# Championnat du monde féminin moins de 18 ans de hockey sur glace 2020
Navigation
Championnat du monde 2019 Championnat du monde 2021
Le Championnat du monde féminin moins de 18 ans de hockey sur glace 2020 est la treizième édition de cette compétition organisée par la Fédération internationale de hockey sur glace (IIHF). 
Le tournoi de la Division Élite, regroupant les meilleures nations, a lieu du 26 décembre 2019 au 2 janvier 2020 à Bratislava en Slovaquie. Les divisions inférieures sont disputées indépendamment du groupe Élite.

## Format de compétition
Le groupe Élite comprend 8 équipes participantes qui sont réparties en deux groupes de 4. Chaque groupe est disputé sous la forme d'un championnat à matches simples. Les 2 premiers du groupe A sont qualifiés d'office pour les demi-finales. Les 2 derniers du groupe A et les 2 premiers du groupe B s'affrontent lors de quarts de finale croisés. Les 2 derniers du groupe B participent au tour de relégation qui détermine l'équipe qui sera reléguée en Division IA lors de l’édition suivante.
Les divisions IA et IB comptent 6 équipes, et IIA et IIB comptant 4 équipes, celles-ci s’affrontent entre elles et, à l’issue de cette compétition, le premier est promu dans la division supérieure et le dernier est relégué dans la division inférieure, sauf en division IIB où il n’y a pas de relégation. 
Pour toutes les divisions, la répartition des points est la suivante :
- 3 points pour une victoire dans le temps réglementaire ;
- 2 points pour une victoire en prolongation ou aux tirs de fusillade ;
- 1 point pour une défaite en prolongation ou aux tirs de fusillade ;
- 0 point pour une défaite dans le temps réglementaire.

## Division Élite

### Nations participantes
| Groupe A   | Groupe B        |
| ---------- | --------------- |
| Canada T   | Tchéquie        |
| États-Unis | Suède           |
| Russie     | Suisse          |
| Finlande   | Slovaquie H, IA |

- T : Tenant du titre
- H : Pays hôte
- IA : Promu de la Division IA

### Tour préliminaire
Légende :
Pour les significations des abréviations, voir statistiques du hockey sur glace.
- Qualifié pour les demi-finales
- Qualifié pour les quarts de finale
- Joue le tour de relégation
- P : Prolongations

| Clt   | Équipe     | PJ | V | VP | D | DP | BP | BC | Diff | Pts |
| ----- | ---------- | -- | - | -- | - | -- | -- | -- | ---- | --- |
| +001, | Canada     | 3  | 2 | 1  | 0 | 0  | 9  | 4  | +5   | 8   |
| +002, | États-Unis | 3  | 2 | 0  | 1 | 0  | 6  | 3  | +3   | 6   |
| +003, | Russie     | 3  | 1 | 0  | 1 | 1  | 6  | 6  | 0    | 4   |
| +004, | Finlande   | 3  | 0 | 0  | 3 | 0  | 4  | 12 | -8   | 0   |

| 26 décembre | Canada     | 3 P | 2 | Russie     |
| 26 décembre | États-Unis | 4   | 1 | Finlande   |
| 27 décembre | Finlande   | 1   | 4 | Canada     |
| 27 décembre | États-Unis | 1   | 0 | Russie     |
| 29 décembre | Canada     | 2   | 1 | États-Unis |
| 29 décembre | Russie     | 4   | 2 | Finlande   |

| Clt   | Équipe    | PJ | V | VP | D | DP | BP | BC | Diff | Pts |
| ----- | --------- | -- | - | -- | - | -- | -- | -- | ---- | --- |
| +001, | Tchéquie  | 3  | 2 | 0  | 0 | 1  | 9  | 4  | +5   | 7   |
| +002, | Suède     | 3  | 2 | 0  | 1 | 0  | 7  | 5  | +2   | 6   |
| +003, | Suisse    | 3  | 0 | 1  | 1 | 1  | 4  | 6  | -2   | 3   |
| +004, | Slovaquie | 3  | 0 | 1  | 2 | 0  | 6  | 11 | -5   | 2   |

| 26 décembre | Suisse             | 2 P | 1   | République tchèque |
| 26 décembre | Suède              | 4   | 2   | Slovaquie          |
| 27 décembre | République tchèque | 3   | 1   | Suède              |
| 27 décembre | Suisse             | 2   | 3 P | Slovaquie          |
| 29 décembre | Suède              | 2   | 0   | Suisse             |
| 29 décembre | Slovaquie          | 1   | 5   | République tchèque |

### Tour de relégation
Le tour se joue au meilleur des 3 matches : la 1re équipe qui gagne 2 fois reste en Division Élite. Le perdant est relégué en Division IA.
| Date        | Équipe 1    | Score       | Équipe 2    |
| ----------- | ----------- | ----------- | ----------- |
| 30 décembre | Suisse      | 4-1         | Slovaquie   |
| 1er janvier | Slovaquie   | 1-2         | Suisse      |
| 2 janvier   | Non disputé | Non disputé | Non disputé |

### Phase finale
|  | Quarts de finale       | Quarts de finale |             |                        | Demi-finales | Demi-finales |  |  | Finale    | Finale    |
|  | Quarts de finale       | Quarts de finale |             |                        | Demi-finales | Demi-finales |  |  | Finale    | Finale    |
|  |                        |                  |             |                        |              |              |  |  |           |           |
|  | 30 décembre            | 30 décembre      |             |                        | 1er janvier  | 1er janvier  |  |  | 2 janvier | 2 janvier |
|  | 30 décembre            | 30 décembre      |             |                        | 1er janvier  | 1er janvier  |  |  | 2 janvier | 2 janvier |
|  | 30 décembre            | 30 décembre      | Canada      | 4                      |              |              |  |  | 2 janvier | 2 janvier |
|  | Finlande               | 3                | Canada      | 4                      |              |              |  |  | 2 janvier | 2 janvier |
|  | Finlande               | 3                | Finlande    | 1                      |              |              |  |  | 2 janvier | 2 janvier |
|  | Tchéquie               | 1                | Finlande    | 1                      |              |              |  |  | 2 janvier | 2 janvier |
|  | Tchéquie               | 1                | 1er janvier | 1er janvier            | Canada       | 1            |  |  |           |           |
|  | 30 décembre            |                  | 1er janvier | 1er janvier            | Canada       | 1            |  |  |           |           |
|  |                        | États-Unis       | 1er janvier | 1er janvier            | 2 P          |              |  |  |           |           |
|  | Russie                 | États-Unis       | 1er janvier | 1er janvier            | 2 P          | 4            |  |  |           |           |
|  | Russie                 | États-Unis       | 3           |                        |              | 4            |  |  |           |           |
|  | Suède                  | États-Unis       | 3           | 0                      |              |              |  |  |           |           |
|  | Suède                  | Russie           | 0           | 0                      |              |              |  |  |           |           |
|  |                        | Russie           | 0           | Match pour la 3e place |              |              |  |  |           |           |
|  | Match pour la 5e place |                  |             |                        |              |              |  |  |           |           |
|  | 1er janvier            | 1er janvier      | 2 janvier   | 2 janvier              |              |              |  |  |           |           |
|  | 1er janvier            | 1er janvier      | 2 janvier   | 2 janvier              |              |              |  |  |           |           |
|  | Tchéquie               | 0                | Finlande    | 1                      |              |              |  |  |           |           |
|  | Tchéquie               | 0                | Finlande    | 1                      |              |              |  |  |           |           |
|  | Suède                  | 1                | Russie      | 6                      |              |              |  |  |           |           |
|  | Suède                  | 1                | Russie      | 6                      |              |              |  |  |           |           |

P : prolongation

### Classement final
| Place              | Équipe     |
| ------------------ | ---------- |
| Médaille d'or      | États-Unis |
| Médaille d'argent  | Canada     |
| Médaille de bronze | Russie     |
| 4                  | Finlande   |
| 5                  | Suède      |
| 6                  | Tchéquie   |
| 7                  | Suisse     |
| 8                  | Slovaquie  |

- Relégué en Division IA

## Autres divisions

### Division IA
Le tournoi de la Division IA se déroule à Füssen en Allemagne du 3 au 9 janvier 2020.
Légende :
- Promu en Division Élite
- Relégué en Division IB
- F : Fusillade

Pour les significations des abréviations, voir statistiques du hockey sur glace.
| Clt   | Équipe    | PJ | V | VP | D | DP | BP | BC | Diff | Pts |
| ----- | --------- | -- | - | -- | - | -- | -- | -- | ---- | --- |
| +001, | Allemagne | 5  | 4 | 1  | 0 | 0  | 18 | 2  | +16  | 14  |
| +002, | Japon     | 5  | 4 | 0  | 1 | 0  | 20 | 3  | +17  | 12  |
| +003, | Hongrie   | 5  | 1 | 1  | 1 | 2  | 10 | 9  | +1   | 7   |
| +004, | France    | 5  | 2 | 0  | 3 | 0  | 5  | 16 | -11  | 6   |
| +005, | Italie    | 5  | 1 | 1  | 3 | 0  | 10 | 18 | -8   | 5   |
| +006, | Danemark  | 5  | 0 | 0  | 4 | 1  | 5  | 20 | -15  | 1   |

| 3 janvier | France    | 0   | 5   | Japon     |
| 3 janvier | Italie    | 0   | 2   | Allemagne |
| 3 janvier | Danemark  | 1   | 2 F | Hongrie   |
| 4 janvier | Japon     | 5   | 0   | Italie    |
| 4 janvier | Hongrie   | 4   | 1   | France    |
| 4 janvier | Allemagne | 3   | 0   | Danemark  |
| 6 janvier | France    | 2   | 1   | Italie    |
| 6 janvier | Japon     | 7   | 0   | Danemark  |
| 6 janvier | Allemagne | 2 F | 1   | Hongrie   |
| 7 janvier | Italie    | 6   | 4   | Danemark  |
| 7 janvier | Hongrie   | 1   | 2   | Japon     |
| 7 janvier | Allemagne | 6   | 0   | France    |
| 9 janvier | Danemark  | 0   | 2   | France    |
| 9 janvier | Hongrie   | 2   | 3 F | Italie    |
| 9 janvier | Japon     | 1   | 2   | Allemagne |

### Division IB
Le tournoi de la Division IB se déroule à Katowice en Pologne du 2 au 8 janvier 2020.
Légende :
- Promu en Division IA
- Relégué en Division IIA
- P : Prolongation

Pour les significations des abréviations, voir statistiques du hockey sur glace.
| Clt   | Équipe          | PJ | V | VP | D | DP | BP | BC | Diff | Pts |
| ----- | --------------- | -- | - | -- | - | -- | -- | -- | ---- | --- |
| +001, | Norvège         | 5  | 3 | 0  | 0 | 2  | 13 | 7  | +6   | 11  |
| +002, | Autriche        | 5  | 3 | 1  | 1 | 0  | 14 | 3  | +11  | 11  |
| +003, | Chine           | 5  | 2 | 2  | 1 | 0  | 12 | 10 | +2   | 10  |
| +004, | Corée du Sud    | 5  | 1 | 1  | 3 | 0  | 7  | 12 | -5   | 5   |
| +005, | Pologne         | 5  | 1 | 0  | 3 | 1  | 8  | 9  | -1   | 4   |
| +006, | Grande-Bretagne | 5  | 1 | 0  | 3 | 1  | 5  | 18 | -13  | 4   |

| 2 janvier | Chine           | 3 P | 2   | Grande-Bretagne |
| 2 janvier | Corée du Sud    | 0   | 4   | Autriche        |
| 2 janvier | Pologne         | 0   | 1   | Norvège         |
| 3 janvier | Grande-Bretagne | 1   | 0   | Corée du Sud    |
| 3 janvier | Norvège         | 1   | 2 P | Chine           |
| 3 janvier | Autriche        | 2 P | 1   | Pologne         |
| 5 janvier | Autriche        | 4   | 0   | Chine           |
| 5 janvier | Norvège         | 7   | 1   | Grande-Bretagne |
| 5 janvier | Corée du Sud    | 2   | 1   | Pologne         |
| 7 janvier | Norvège         | 2   | 3 P | Corée du Sud    |
| 7 janvier | Grande-Bretagne | 0   | 3   | Autriche        |
| 7 janvier | Pologne         | 1   | 3   | Chine           |
| 8 janvier | Autriche        | 1   | 2   | Norvège         |
| 8 janvier | Chine           | 4   | 2   | Corée du Sud    |
| 8 janvier | Grande-Bretagne | 1   | 5   | Pologne         |

### Division IIA
Le tournoi de la Division IIA se déroule à Eindhoven aux Pays-Bas du 25 au 28 janvier 2020.
Légende :
- Promu en Division IB
- Relégué en Division IIB
- P : Prolongation

Pour les significations des abréviations, voir statistiques du hockey sur glace.
| Clt   | Équipe         | PJ | V | VP | D | DP | BP | BC | Diff | Pts |
| ----- | -------------- | -- | - | -- | - | -- | -- | -- | ---- | --- |
| +001, | Taipei chinois | 3  | 2 | 1  | 0 | 0  | 10 | 7  | +3   | 8   |
| +002, | Pays-Bas       | 3  | 2 | 0  | 0 | 1  | 7  | 3  | +4   | 6   |
| +003, | Australie      | 3  | 0 | 1  | 0 | 2  | 6  | 8  | -2   | 2   |
| +004, | Kazakhstan     | 3  | 0 | 0  | 2 | 1  | 6  | 11 | -5   | 2   |

| 25 janvier | Taïwan (ROC) | 2 | 1   | Pays-Bas     |
| 25 janvier | Kazakhstan   | 2 | 3 P | Australie    |
| 26 janvier | Pays-Bas     | 2 | 0   | Australie    |
| 26 janvier | Kazakhstan   | 3 | 4 P | Taïwan (ROC) |
| 28 janvier | Australie    | 3 | 4   | Taïwan (ROC) |
| 28 janvier | Pays-Bas     | 4 | 1   | Kazakhstan   |

### Division IIB
Le tournoi de la Division IIB se déroule à Mexico au Mexique du 27 janvier au 2 février 2020.
Légende :
- Promu en Division IIA
- P : Prolongation
- F : Tirs de fusillade

Pour les significations des abréviations, voir statistiques du hockey sur glace.
| Clt   | Équipe           | PJ | V | VP | D | DP | BP | BC | Diff | Pts |
| ----- | ---------------- | -- | - | -- | - | -- | -- | -- | ---- | --- |
| +001, | Espagne          | 3  | 3 | 0  | 0 | 0  | 18 | 3  | +15  | 9   |
| +002, | Turquie          | 3  | 2 | 0  | 1 | 0  | 5  | 11 | -6   | 6   |
| +003, | Mexique          | 3  | 1 | 0  | 2 | 0  | 4  | 6  | -2   | 3   |
| +004, | Nouvelle-Zélande | 3  | 0 | 0  | 3 | 0  | 4  | 11 | -7   | 0   |

| 28 janvier | Turquie          | 3 | 2 | Nouvelle-Zélande |
| 28 janvier | Mexique          | 2 | 3 | Espagne          |
| 29 janvier | Espagne          | 6 | 1 | Nouvelle-Zélande |
| 29 janvier | Turquie          | 2 | 0 | Mexique          |
| 30 janvier | Espagne          | 9 | 0 | Turquie          |
| 30 janvier | Nouvelle-Zélande | 1 | 2 | Mexique          |